# Ballerina (film fra 1966)
 For alternative betydninger, se Ballerina. (Se også artikler, som begynder med Ballerina)
Ballerina også kendt som The Copenhagen Ballet er en dansk-amerikansk film fra 1966, instrueret af	Norman Campbell. I forbindelse med forberedelserne besøgte Walt Disney København.
Filmen var lidt usædvanligt indspillet primært med danske skuespillere med engelsk dialog, men blev til de danske biografer eftersynkroniseret af selvsamme skuespillere til dansk. Denne synkronisering var i høj grad medvirkende til, at filmen fik dårlige anmeldelser herhjemme.

## Handling
Mette Sørensen (Mette Hønningen) er en ung pige, der drømmer om at blive balletdanser ved Den Kongelige Ballet helt imod sin mors ønske, men med støtte fra hendes far og hendes mentor, den berømte ballerina Kirsten Holm (Kirsten Simone).
Historien begynder med, at Mette hilser på Kirsten i lufthavnen efter dennes hjemkomst fra en vellykket danseturné. De kører ind til byen sammen. Kirsten bemærker, at Mette er ked af sine fremskridt på balletskolen. Hun hører snart fra balletmesteren og Madame Karova, Mettes lærer, at alt ikke går godt, og at Mette ikke viser det talent, hun oprindeligt havde lagt for dagen. Hun erfarer også, at Mettes mor er imod, hun forfølger en karriere som ballerina, og hun ønsker, at Mette i stedet for slår sig til ro med sin kæreste, Sven.
Kirstens støtte og opbakning sikrer Mette en plads i Den Kongelige Ballet ("kompagniet") og får en lille solo i Svanesøen, hvor hun brillerer. Kirsten bliver kaldt til London med kort varsel og balletmesteren står derfor uden solodanserinde til Coppélia. Kirsten anbefaler Mette. Resten af filmen viser Mettes prøver og de forskellige op- og nedture på vejen mod Coppelia, og at hun ender som kompagniets nyeste stjerne. En ung Ingrid (Jenny Agutter), som også en stjerneelev på balletskolen, går til Mette for vejledning og mentorskab.

## Medvirkende
- Jenny Agutter som Ingrid Jensen
- Blandine Ebinger som Madame Karova
- Poul Reichhardt som Paul Sørensen
- Mette Hønningen som Mette Sørensen
- Henning Kronstam som Henning Tanberg
- Erik Mørk som Balletmester
- Hans Schwartz som Træner
- Kirsten Simone som Kirsten Holm
- Edvin Tiemroth som Teaterdirektør
- Astrid Villaume som Helga Sørensen
- Ole Wegener som Sven
- Valsø Holm
- Bjørn Puggaard-Müller
- Carl Ottosen som Stemme
- Ellen Margrethe Stein